# Meineckia nguruensis
Meineckia nguruensis là một loài thực vật có hoa trong họ Diệp hạ châu. Loài này được (Radcl.-Sm.) Jean F.Brunel mô tả khoa học đầu tiên năm 1987.